# Mallinella lobata
Mallinella lobata là một loài nhện trong họ Zodariidae.
Loài này thuộc chi Mallinella. Mallinella lobata được Robert Bosmans & Hillyard miêu tả năm 1990.